# Kitty Sanders
Kitty Sanders (San Petersburgo, 27 de noviembre de 1987) es una periodista argentina (de origen ruso), autora de tres libros (incluido el superventas “Prolegómenos al libro Carne”, que está premiado por el Legislatura de la Ciudad Autónoma de Buenos Aires), especialista en el tema de trata y tráfico de personas, conductora de radio, pensadora política y social. Autora de varios artículos sobre estudios latinoamericanos y del Caribe. Es redactor jefe del periódico Visión Independiente y miembro de la Sociedad Argentina de Escritores y miembro del comité de expertos de Cámara Argentina de Profesionales en Seguridad Integrada.

## Trayectoria
Escribe y da discursos y charlas en español. Ha realizado publicaciones en la prensa de América Latina (Colombia, Argentina, Bolivia, Venezuela), Ucrania, Georgia, Israel y otros. 
También realiza publicaciones en medios de comunicación de la oposición rusa (Kasparov.ru, Republic, Open Russia de Mijaíl Jodorkovski, Radio Liberty y etc), en la revista científica de Voronezh State University.
Popularizadora de la cultura e identidad sudamericana y Caribeña. En Argentina sus puntos de vista se describen como peronistas.
Es conductora del programa Quiero a mi País de radio "Concepto FM 95.5" (Argentina). También trabaja en el Radio Baltkom (Letonia).
En su actividad profesional, se adhiere a los principios del periodismo extremo y la posición de inmersión completa en el tema de la investigación. En 2018-2019, planeó una nueva investigación periodística en las cárceles de mujeres, pero fue interrumpida debido a las amenazas de redes de trata.
Dirige el proyecto Trata Zero Tolerancia, a través del cual se dedica a la lucha práctica contra el delito trata y tráfico de personas (da discursos tanto para un público joven como para profesionales en seguridad).
Coopera y participa en las acciones de la oposición venezolana y las protestas de arte situacionistas. Ella actuó el videoclip “Centinela del Mar” de la banda de Heavy metal argentino "Espectro"

## Obras
- 2014 Brotes pisoteados: Organizaciones juveniles progubernamentales,[46][47] un análisis crítico de la «nacionalización»de los jóvenes por parte del Estado. Se publicó unasegunda edición ampliada en 2016, prólogo de Nicolás Márquez).

- 2016 Prolegómenos al libro Carne[48] basado en su investigación periodística sobre la industria para los adultos, mujeres inmigrantes ilegales, tráfico de personas y prostitución.

- 2017 Los cantos de una Rusalka

En 2007, Kitty Sanders dio comienzo a su trabajo de investigación periodística, el cual finalmente le demandó ocho años, en la esfera de la trata de personas, prostitución e industria para los adultos. Sobre la base del cual fue publicado el libro Prolegómenos al libro Carne mientras que continúa preparando el libro Carne, cuya publicación ha sido anunciada para el año 2019.